# Гражданская война в Перу (1843—1844)
Гражданская война в Перу 1843—1844 годов (исп. Guerra civil peruana de 1843—1844) — второй внутренний конфликт в Перу XIX века (после гражданской войны 1834 г.).
После смерти президента Перу Августина Гамарры во время войны с Боливией в 1841 году к власти пришел председатель Государственного совета Мануэль Менендес. После сдерживания вторжения Боливии в южное Перу и подписания мира с соседней страной Менендес был свергнут. Затем Перу погрузилось в период, позже известный как военная анархия, когда несколько генералов боролись за власть. После последовательных переворотов к власти пришли Хуан Крисостомо Торрико, Хуан Франсиско де Видаль и Мануэль Игнасио де Виванко. Последний установил авторитарное и консервативное правительство, которое он назвал Директорией.
Генералы Доминго Ньето, Рамон Кастилья и Мануэль де Мендибуру намеревались положить конец фактическому правительству Виванко и восстановить законную власть, то есть власть Менендеса. Поскольку их целью было восстановление Конституции 1839 г., восстание было названо «Конституционной революцией», которая началась в Такне 17 мая 1843 г. В Такне и Мокегуа были организованы ополчения для поддержки революции. К восстанию присоединились некоторые части регулярной армии.
Виванко направил на юг Перу дивизию под командованием своего военного министра генерала Мануэля де ла Гуарда для усиления уже существовавших в этом районе гарнизонов с лозунгом без колебаний положить конец «фракционности». Гуарда высадился на острове Айлей и двинулся в Арекипу, где присоединился к силам генерала Фермина дель Кастильо. Прежде чем продолжить марш к Такне, оба отвечали за подавление генералов Хуана Крисостомо Торрико и Мигеля де Сан-Романа, восставших в Пуно. После подписания капитуляции Торрико и Сан-Роман эмигрировали в Боливию. Виванко был раздражен, услышав эту новость, резко отчитав Гуарду за то, что он не захватил и не расстрелял повстанцев.
Когда повстанцы в Пуно были рассеяны, правительственные войска двинулись на Такну. Ньето и Кастилья во главе мятежных ополченцев из Такны и Мокегуа заманили полковника Хуана Франсиско Бальту в ловушку и разбили его 29 августа 1843 года в бою при Пахии, близ Такны. 27 октября 1843 года у Мокегуа Рамон Кастилья обманом обезоружил правительственные войска Гуарды и Кастильо, которые насчитывали около 3200 человек. В результате этой победы восстание распространилось в Пуно, Куско и Андауайласе, то есть по всему южному Перу, за исключением Арекипы, которая оставалась непоколебимой в своей верности Виванко.
3 сентября 1843 года революционеры сформировали в Куско Хунту Временного правительства Свободных департаментов (Junta de Gobierno Provisional de los Departamentos Libres), пост президента которой занял Доминго Ньето. В феврале 1844 года после смерти последнего Кастилья стал президентом хунты, таким образом возглавив революцию. Виванко, видя, что его положение усложняется, двинулся в сторону Арекипы, где получил массовую поддержку. Кастилия, усиленный отрядами Мигеля де Сан-Романа, осадил Арекипу, и обе стороны вели перестрелку в течение 16 дней. Позже, в ночь на 21 июля 1844 года, Кастилья перешёл в наступление и продвинулся на правом фланге Виванко к Асекия-Альта или Кармен-Альто. Виванко расположил свои войска в городе Кайма и установил там свою линию обороны, уступив инициативу противнику. 22 июля 1844 года в Кармен-Альто армия Кастильи разбила правительственные войска Виванко, который на пароходе бежал в Кальяо, где был арестован восставшим генералом Доминго Элиасом и через несколько дней сослан в Чили.
Кастилья был великодушен к побежденным и не применял никаких репрессий. Он выполнил требование о восстановлении Конституции 1839 года. Были проведены всеобщие выборы, в результате которых победителем стал Кастилья, принявший пост президента 20 апреля 1845 года. Это первое правительство Кастилии (1845—1851) означало начало этапа спокойствия и организации перуанского государства после двух десятилетий внутреннего конфликта.